# Rast (Langenbach)
Rast ist ein Ortsteil der Gemeinde Langenbach im oberbayerischen Landkreis Freising in Bayern.

## Lage
Der Weiler mit Kirche liegt östlich des Hauptortes und ist mit diesem baulich verbunden.

## Sehenswürdigkeiten
- Kirche St. Maria Rast
- Rastberg

## Geschichte
Auf dem Weg zur Schlacht von Gammelsdorf machte Herzog Ludwig im Jahr 1313 Rast und ließ später eine Kapelle erbauen.
Um diese Kapelle siedelten sich nach und nach Leute an und es entstand der Ort Rast. Unten am Berg entstand Langenbach, das wuchs und Rast als Ortsteil aufnahm.